# New York National Guard
La New York National Guard è una componente della Riserva militare inquadrata sotto la U.S. National Guard. Il suo quartier generale è situato presso Latham.

## Organizzazione
Attualmente, al 2024, sono attivi i seguenti reparti:

### Componente Terrestre
- New York Army National Guard
  -  42nd Infantry Division
  -  27th Infantry Brigade Combat Team
  -  369th Sustainment Brigade
  -  53rd Troop Command

### Componente Aerea
- New York Air National Guard
  -  105th Airlift Wing
  -  106th Rescue Wing
  -  107th Attack Wing
  -  109th Airlift Wing
  -  174th Attack Wing
  -  Eastern Air Defense Sector